# Bill Cleary
William John Cleary (* 18. srpna 1934 Cambridge, Massachusetts, USA) je bývalý americký lední hokejista a hokejový trenér.

## Hráčská kariéra
Hrával univerzitní hokej za tým Harvard University, kde stále drží některé rekordy (např. nejvíce bodů v jednotlivé sezóně - 89). V roce 1956 byl členem amerického týmu, který vybojoval na Zimních olympijských hrách stříbrné medaile. Poté dostal nabídku na profesionální smlouvu od Montreal Canadiens z National Hockey League, kterou však odmítl a pokračoval v univerzitní soutěži. Za americkou reprezentaci hrál také na mistrovství světa v letech mistrovství světa 1957, 1958 a 1959, v roce 1959 byl vyhlášen nejlepším útočníkem. V roce 1960 přispěl na Zimních olympijských hrách k zisku zlatých medailí pro americký tým.

## Trenérská kariéra
Více než 20 let působil jako trenér Harvardovy univerzity. V roce 1989 přivedl tým k vítězství v univerzitní soutěži National Collegiate Athletic Association. S trenérstvím skončil v roce 1990, poté deset let pracoval jako sportovní funkcionář.

## Ocenění
- zvolen americkým hokejistou desetiletí (1956–1966)
- člen Hokejové síně slávy Mezinárodní hokejové federace (od roku 1997)
- člen Americké olympijské síně slávy
- zvolen Americkým olympijským výborem do "Stovky zlatých olympioniků" (1996)
- je po něm pojmenovaná trofej pro vítěze základní části univerzitní ligy ECAC - Cleary Cup